# Undersåkers landskommun
Undersåkers landskommun var tidigare en kommun i Jämtlands län.

## Administrativ historik
Kommunen inrättades 1 januari 1863 i Undersåkers socken i Jämtland när 1862 års kommunalförordningar trädde i kraft. 3 november 1905 inrättades Järpens municipalsamhälle i kommunen. Den påverkades inte av kommunreformen 1952. 31 december 1958 upplöstes municipalsamhället.
1971 infördes enhetlig kommuntyp och Undersåkers landskommun ombildades därmed till Undersåkers kommun, dock utan territoriella förändringar den gången. 1974 blev kommunen en del av den nya Åre kommun, tillsammans med Hallen, Kall, Mörsil och Åre.

### Kyrklig tillhörighet
I kyrkligt hänseende tillhörde kommunen Undersåkers församling.

## Folkmängd
År 1959 hade kommunen 3 130 invånare och en befolkningstäthet på 1,4 invånare/km². Detta kan jämföras med riksgenomsnittet som då var 18,0 invånare/km² medan länsgenomsnittet var 3,0 invånare/km².

## Kommunvapen
Blasonering: I fält av silver en av vågskuror bildad blå högersparre, i vinkeln åtföljd av en svart skans med fem uddar, varav en högervänd.
Detta vapen fastställdes av Kungl. Maj:t den 16 januari 1959. Se artikeln om Åre kommunvapen för mer information.

## Geografi
Undersåkers landskommun omfattade den 1 januari 1952 en areal av 2 239,80 km², varav 2 162,37 km² land.

### Tätorter i kommunen 1960
| Tätort     | Folkmängd |
| ---------- | --------- |
| Järpen     | 1 108     |
| Undersåker | 336       |
| Svensta    | 216       |

Tätortsgraden i kommunen var den 1 november 1960 55,5 procent.

## Politik

### Mandatfördelning i valen 1938-1970
| 14 | 4 | 7 |

| 25 |

| 14 | 9 | 2 |

| 24 |

|  | 13 | 7 | 4 |

| 23 |

| 15 | 7 | 3 |

| 22 |

| 13 | 12 |

| 23 |

| 13 | 9 | 3 |

| 23 |

| 14 | 11 |

| 23 |

| 13 | 6 | 3 | 3 |

| 23 |

| 12 | 7 | 3 | 3 |

| 22 |

Kommunfullmäktiges siste ordförande var Olle Sundström (c) och
Kommunstyrelsens siste ordförande var Lars Larsson (c)
Källa: Undersåkers kommuns arkiv, protokoll KF och KS, i Åre kommunarkiv. (Beståndskod: SE/Z021/U63-KF/A1 resp. U63-KS/A1)
Anm: Lars Larsson blev även Åre kommun (1974- ) förste kommunstyrelseordförande.

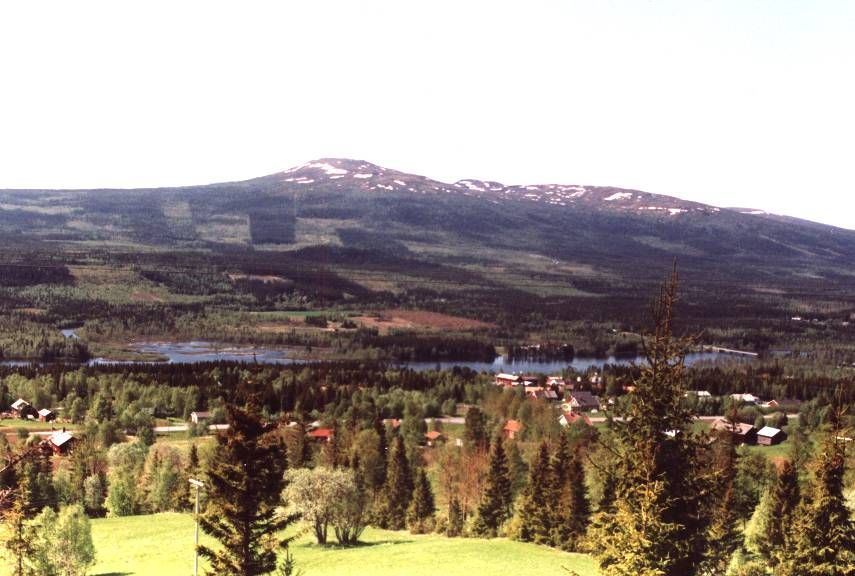
Vy över fjället Välliste, Indalsälven och delar av Undersåker.